# Aelurillus hirtipes
Aelurillus hirtipes là một loài nhện trong họ Salticidae.
Loài này thuộc chi Aelurillus. Aelurillus hirtipes được J. Denis miêu tả năm 1960.